# Nedre Dammsjön (Nora socken, Västmanland, 660777-144350)
Nedre Dammsjön är en sjö i Nora kommun i Västmanland och ingår i Göta älvs huvudavrinningsområde.